# 惡靈古堡4：陰陽界
（又译《生化危機：来生》）2010年的3D科幻動作恐怖電影，是《惡靈古堡3：大滅絕》的續集，由保羅·安德森創作并執導。本片是生化危機的系列電影中的第四部，也是系列中第一部3D格式發行的電影。
影片於2010年9月10日在3D和IMAX 3D影院上映。

## 劇情
延續第三集的劇情，時間來到T病毒爆發的四年後。本來由保護傘公司研製出來對抗神經性疾病與延遲衰老的病毒，卻發現它的副作用會造成復活人類的死亡細胞並將它的宿主變成嗜殺成性的喪屍。此病毒席捲全球後，不斷進化的喪屍狩獵著為數不多的倖存者，將地球轉變成一個恐怖新世界。
艾莉絲帶著自己的複製人們來到日本的保護傘公司大本營，將所有人都解決，唯獨亞伯·威斯卡搭上飛機逃脫，並用炸彈殺死了所有複製人。而後，潛伏在飛機上的艾莉絲本體遭到威斯卡注入中和T病毒的血清，意味著艾莉絲的超人能力被「回收」了。但因為打鬥過程中無人駕駛飛機，導致飛機撞山爆炸，而艾莉絲在意外中僥倖活了下來。
六個月後，T病毒大肆蔓延，導致艾莉絲得面對更多喪屍，同時要帶領所有倖存者尋找庇護。經過東京毁滅性的一役後，艾莉絲駕駛小型飛機遠赴阿拉斯加州尋找世上唯一一處未被變種病毒蹂躪的淨土 — 小鎮「阿卡迪亞」。但遍尋這片荒地上的生還者後卻仍不見人影，正當艾莉絲絕望之際，卻突然遭人襲擊，在艾莉絲擊暈對方後，才發現原來是昔日的好友克蕾兒·雷德菲爾。見她身上掛著一個類似蜘蛛的控制機械，艾莉絲覺得不妥就取下了它。克蕾兒醒來後，艾莉絲詢問她事因，發現她離奇地記憶全失。艾莉絲帶上克蕾兒前往頹垣敗瓦的洛杉磯尋找倖存者，並在洛杉磯的監獄屋頂發現了等待救援的倖存者，對方誤以為艾莉絲是「阿卡迪亞」派來的使者，並在得知事實後紛紛感到失望。經過一番了解後得知，原來廣播裏聽到的「阿卡迪亞」指的是一艘船而非地名。此時，克蕾兒依稀憶起「阿卡迪亞號」船曾派人至海灘上接應他們，但始終想不起為什麼只剩下她獨自一人。不久後，艾莉絲準備沐浴時，發現監獄地板已經被喪屍挖穿了一個地底通道，監獄已然不再安全。眾人決定前往「阿卡迪亞號」，艾莉絲想起在被囚在監獄牢籠裏的神秘男子說有辦法逃離這裡，先前由於倖存者領袖盧瑟認定他是危险人物而有所顧忌，此時為了逃離這裡，眾人決定將他釋放，這才發現原來他是克蕾兒的哥哥克里斯·雷德菲爾。克里斯是一名軍隊菁英，在執行釋放囚犯對抗喪屍的任務時遭犯人襲擊，清醒後便被困在監獄牢籠裏。
在克里斯的帶領下，眾人兵分三路。一方面，盧瑟和克蕾兒加固大門的防禦。另一方面，安杰、本內特和金楊想利用軍人留下的都市鎮暴裝甲車(UPV，Urban Pacification Vehicle)突圍，但安杰卻發現車體引擎未安裝無法發動，本內特見狀便偷襲了安杰，獨自駕駛艾莉絲的飛機離開。而克里斯、克莉絲朵和艾莉絲通過地下水路前往武器庫獲得槍械，但過程中克莉絲朵遭到感染者襲擊。最終，鐵閘門外的生化武器 —「巨斧男」攻破了他們的防禦工事。在喪屍群圍攻無計可施之下，艾莉絲等人只好從沐浴間內那條曾被喪屍入侵的洞穴逃離，但逃離過程的最後，盧瑟亦遭到喪屍攻擊造成洞穴坍塌而生死未卜。當艾莉絲與雷德菲爾兄妹三人搭乘小船抵達「阿卡迪亞號」後，發現船上雖有上千人名單卻不見人的蹤影。三人進行調查後，赫然發現船上有著保護傘公司的標誌，他們這才意識到原來一切都是保護傘公司的陰謀，他們刻意對外公佈此處仍未被感染，是因為需要引誘更多倖存者前來，並利用他們的身體研究生化武器。唯獨克蕾兒雖勉強逃脫卻喪失記憶。
三人來到船的底部，發現一個空曠的艙間，艾莉絲察覺到倖存者都被困在腳下的收納倉，且倖存者們皆遭到洗腦使其喪失記憶。當三人釋放倖存者時，艾莉絲發現艙間後方地板有著長長的一道拖行血痕，艾莉絲直覺保護傘公司絕非研究人體這麼簡單，於是她走往更深的艙間，並發現了完好無傷的威斯卡、本內特和兩頭喪屍犬。威斯卡告訴艾莉絲，在東京墜機時他受了重傷，臨死之際是T病毒令他得以復原。但病毒亦使他成為怪物，還會與自身意識搶奪身體的控制權，導致他必須吸收人類的DNA來維持自身意識。由於艾莉絲是唯一和T病毒完美融合的人，所以引誘艾莉絲前往阿卡迪亞號就是為了吸收她優秀的DNA，藉此獲得身體完全的控制權。艾莉絲等人極力對抗，不料威斯卡擁有了強大的身體能力和再生能力，成為不死的怪物。戰敗脫逃之際還打算用炸彈炸毀阿卡迪亞號，卻反被艾莉絲掉包，把炸彈放進威斯卡搭乘的飛機上。炸彈引爆後威斯卡便隨著自己的陷阱一同喪命。
最後，艾莉絲等人決定履行這艘船的原意 — 庇護更多的倖存者。正當以為一切都結束的時候，艾莉絲之前的好友—吉兒·范倫廷帶領一群由人工智慧「紅后」指揮的軍人前往阿卡迪亞號進行侵略。而吉兒的身上也掛著曾經控制克蕾兒，令她喪失理智和記憶的蜘蛛型控制機械。

## 演员
| 演員                                       | 角色                            | 粵語配音 | 備註 |
| 蜜拉·喬娃維琪 Milla Jovovich               | 艾莉絲 Alice／Janus Prospero    | 鄭麗麗   | 本片主角。前任保護傘公司蜂巢保全主管，艾莉絲計劃的關鍵人物。                                               |
| 艾麗·拉特 Ali Larter                       | 克萊兒·瑞德菲爾 Claire Redfield | 詹健兒   | 二代病毒災害的倖存者，二代倖存者車隊領導人。                                                               |
| 史蘋瑟·洛克 Spencer Locke                  | 凱-瑪特 K-Mart                  | 梁少霞   | 二代病毒災害的倖存者，二代倖存者車隊的唯一存活者。                                                         |
| 溫沃斯·米勒 Wentworth Miller               | 克里斯‧瑞德菲爾 Chris Redfield  | 潘文柏   | 克萊兒的親生哥哥，洛杉磯倖存者。                                                                           |
| 席安娜·蓋羅莉 Sienna Guillory              | 吉兒·范倫婷 Jill Valentine      | 黃玉娟   | 前S.T.A.R.S成員，二代拉昆市事件的倖存者之一，已被保護傘公司智慧操控。                                      |
| 布利斯·高祖 Boris Kodjoe                   | 路瑟·威斯特 Luther West         | 葉振聲   | 洛杉磯倖存者的領袖，個性剛烈。被丧尸拖入下水道，但最后逃脱。                                               |
| 凱西·巴恩菲爾德 Kacey Barnfield            | 克莉絲托·瓦特斯 Crystal Waterst | 劉惠雲   | 洛杉磯倖存者中唯一女性，負責後勤和醫療。在寻找武器库的地道中，被喪屍拖入積水殺死。                         |
| 金·高斯 Kim Coates                         | 班奈特·辛克萊 Bennett Sinclair  | 陳永信   | 洛杉磯倖存者，職業是地下影星仲介，個性狡猾無恥，為了生存不惜犧牲一切。                                     |
| 楊立文 Norman Yeung                        | 金永 Kim Yong                   | 黃積權   | 洛杉磯倖存者，班奈特·辛克萊雇用的私人保鑣，為人忠厚老實。逃脱时，被巨斧丧尸切成两半。                      |
| 賽吉爾·佩里斯-曼切塔 Sergio Peris Mencheta | 安喬·歐提茲 Angel Ortiz         | 鄧志堅   | 洛杉磯倖存者，負責倖存者的通訊，因為裝甲車引擎事件遭到班奈特射殺。                                         |
| 孝恩·羅伯茲 Shawn Roberts                  | 亞伯·威斯卡 Albert Wesker       | 招世亮   | 保護傘公司行政主席，東京總部負責人，也是指揮各國保護傘公司的總指揮官兼任各國保護傘公司護衛隊的最高總指揮。 |
| 中島美嘉 Nakashima Mika                    | 日本女孩 J-Pop Girl             |          | 日本的第零號病人，第一位T病毒感染者，於開場短暫現身。                                                      |